# Albert Neuhaus

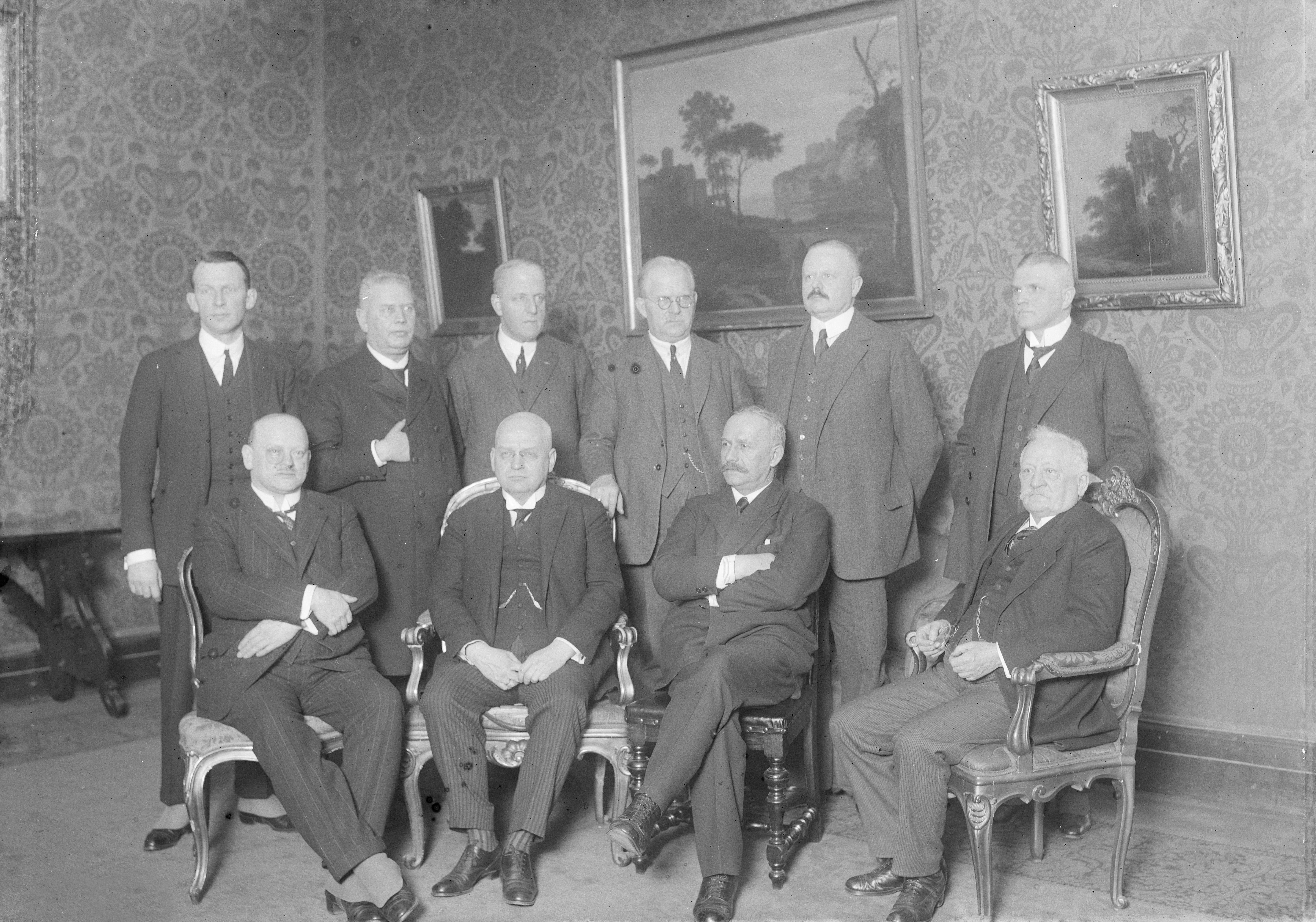
Albert Neuhaus (2. Reihe stehend, 3. von links) im ersten Kabinett Luther, 1925

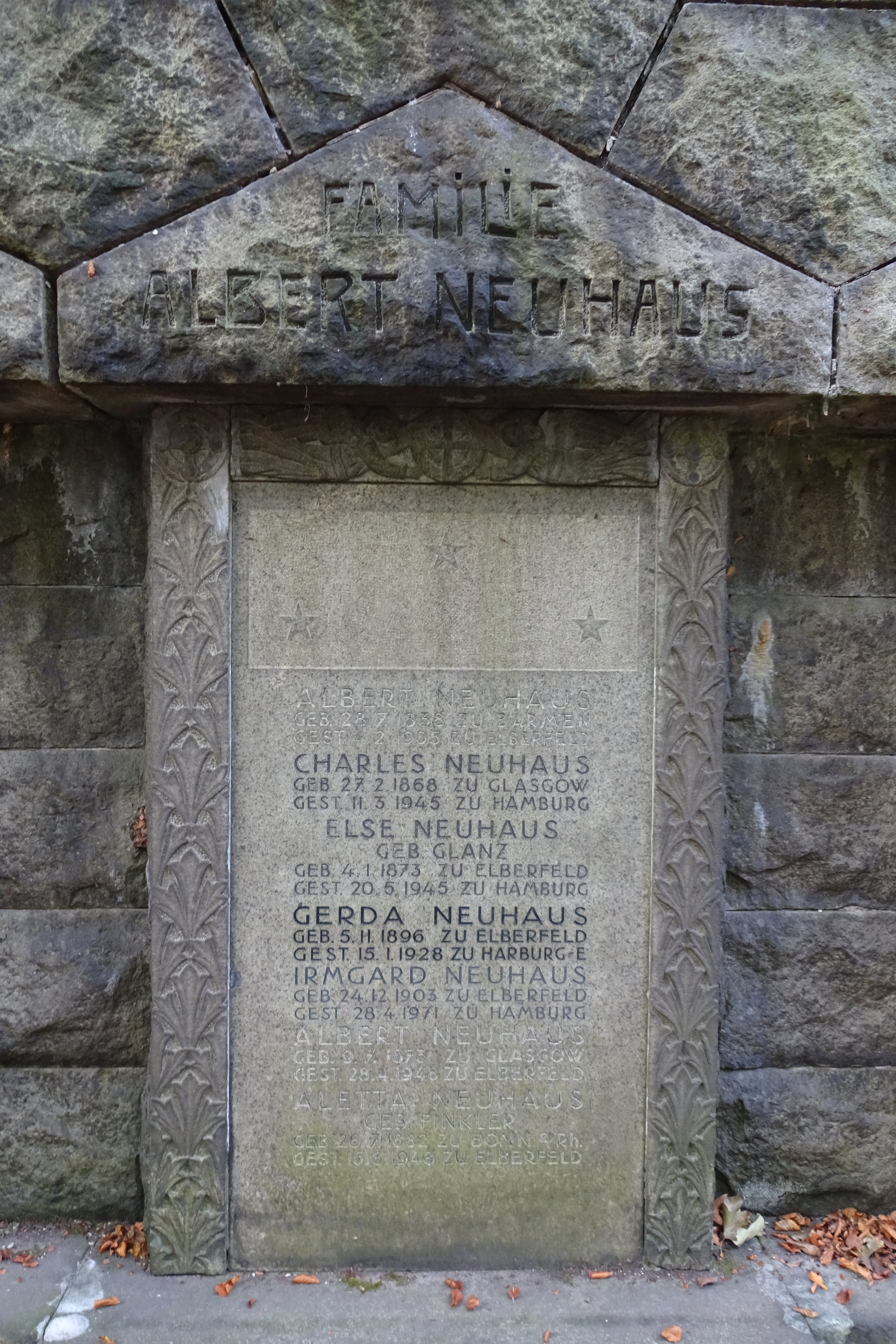
Familiengrab auf dem Reformierten Friedhof Hochstraße in Wuppertal

Albert Neuhaus (* 9. Juli 1873 in Glasgow, Schottland; † 29. April 1948 in Wuppertal-Elberfeld) war ein deutscher Jurist, Verwaltungsbeamter und Politiker (DNVP). In der Zeit der Weimarer Republik war er 1925 Reichswirtschaftsminister.

## Leben
Albert Neuhaus entstammte einer rheinischen Fabrikantenfamilie, die zunächst in Westfalen ansässig war und später ins Bergische Land übersiedelte. Nach dem Abitur am Gymnasium in Neuwied nahm er ein Studium der Rechtswissenschaft und Volkswirtschaftslehre in Heidelberg auf und wurde 1893 Mitglied des Corps Suevia Heidelberg. Sein Studium setzte er an der Bonner Universität fort, an der er das Erste Juristische Staatsexamen ablegte. 1896 wurde er an der Universität Erlangen zum Doktor der Rechte promoviert. Anschließend war er als Rechtsberater beim Bankhaus H. Albert de Bary & Co. in Antwerpen tätig. 1901 bestand er das Zweite Juristische Staatsexamen.
Neuhaus trat 1901 als Assessor in den preußischen Verwaltungsdienst ein. Er war zunächst als Justitiar bei der Regierung in Düsseldorf tätig und wechselte 1903 als Hilfsarbeiter ins Preußische Ministerium für Handel und Gewerbe nach Berlin. 1909 wurde er zum Regierungsrat, 1910 zum Oberregierungsrat und Vortragenden Rat und 1914 zum Geheimen Oberregierungsrat ernannt. 1918 wurde er als Ministerialdirektor und Wirklicher Geheimer Oberregierungsrat zum Leiter der handelspolitischen Abteilung des Ministeriums berufen. Nach seinem Ausscheiden aus dem Staatsdienst Ende 1920 war er in der freien Wirtschaft tätig.
Neuhaus trat in die Deutschnationale Volkspartei (DNVP) ein und gehörte seit dem 15. Januar 1925 als Reichsminister für Wirtschaft der von Reichskanzler Hans Luther geführten Regierung an. Während der Verhandlungen über die Verträge von Locarno verweigerten die Deutschnationalen die Anerkennung der 1919 im Friedensvertrag von Versailles festgelegten Westgrenze und lösten damit eine Regierungskrise aus. Noch vor der Ratifizierung der Verträge zog die DNVP-Fraktion ihre Minister aus dem Kabinett zurück. So schied Neuhaus am 25. Oktober 1925 gemeinsam mit den anderen beiden Ministern, Martin Schiele und Otto von Schlieben, aus der Reichsregierung aus. Mit der Weiterführung der Geschäfte des Reichswirtschaftsministers wurde der DVP-Politiker Rudolf Krohne betraut.
Albert Neuhaus war verheiratet mit Aletta Dorothea, genannt „Letti“, einer Tochter des Mediziners und Hochschullehrers Dittmar Finkler. Ende der 1920er Jahre lebte er in der Händelstraße im Berliner Hansaviertel.